# Boophis schuboeae
Boophis schuboeae är en groddjursart som beskrevs av Frank Glaw och Miguel Vences 2002. Boophis schuboeae ingår i släktet Boophis och familjen Mantellidae. IUCN kategoriserar arten globalt som otillräckligt studerad. Inga underarter finns listade.